# Тредья
Тредья́ (фр. Trédias, брет. Trediarn, галло Trédiarn) — коммуна во Франции, находится в регионе Бретань. Департамент — Кот-д’Армор. Входит в состав кантона Брон. Округ коммуны — Сен-Бриё.
Код INSEE коммуны — 22348.

## География
Коммуна расположена приблизительно в 350 км к западу от Парижа, в 50 км северо-западнее Ренна, в 45 км к юго-востоку от Сен-Бриё.

## Население
Население коммуны на 2016 год составляло 482 человека.
| 1962 | 1968 | 1975 | 1982 | 1990 | 1999 | 2008 | 2016 |
| ---- | ---- | ---- | ---- | ---- | ---- | ---- | ---- |
| 528  | 544  | 532  | 510  | 478  | 442  | 484  | 482  |

## Экономика
В 2007 году среди 277 человек в трудоспособном возрасте (15—64 лет) 203 были экономически активными, 74 — неактивными (показатель активности — 73,3 %, в 1999 году было 68,8 %). Из 203 активных работали 180 человек (97 мужчин и 83 женщины), безработных было 23 (10 мужчин и 13 женщин). Среди 74 неактивных 12 человек были учениками или студентами, 33 — пенсионерами, 29 были неактивными по другим причинам.

## Достопримечательности
- Церковь Тредья
  - Серебряный потир (1650 год). Высота — 22 см, диаметр — 13,9 см. Исторический памятник с 1965 года[3]
  - Купель для крещения (XVI век). Исторический памятник с 1965 года[4]